# Saint-Gelais
Saint-Gelais är en kommun i departementet Deux-Sèvres i regionen Nouvelle-Aquitaine i västra Frankrike. Kommunen ligger i kantonen Niort-Nord som tillhör arrondissementet Niort. År 2022 hade Saint-Gelais 2 217 invånare.

## Befolkningsutveckling
Antalet invånare i kommunen Saint-Gelais
| Referens: INSEE |